# Віліксаари
Віліксаари (ест. Viliksaarõ) — село в Естонії, входить до складу волості Риуге, повіту Вирумаа.